# Ahmad Ahmadi
Pour les articles homonymes, voir Ahmadi (homonymie).
Ahmad Ahmadi (en persan : احمد احمدی) est un médecin iranien, né à Mashad en 1885 et mort à Téhéran en 1944, connu pour avoir torturé et exécuté des prisonniers.
À la prison de Qasr de Téhéran sous le règne de Réza Chah, connu sous le sobriquet de « Pezeshk Ahmadi » (en persan : پزشک احمدی, Docteur Ahmadi), il exécutait les prisonniers par injection d'air. Il commit ses crimes alors que le général Ayrom était chef de ladite prison.
Il fait partie des criminels condamnés à la suite du renversement du Chah en 1941. La fille de Teymourtash, Iran Teymourtash (en), dont le père fut l'une des victimes d'Ahmadi, parvint à le faire extrader d'Irak, à la suite de quoi il fut jugé, condamné à mort et exécuté publiquement en 1944 sur la place Toupkhâneh (aujourd'hui place Imam Khomeini).

## Sources
- Alireza Avsati, Iran in the last 3 Centuries, Téhéran, 2003. Vol. 1  (ISBN 978-964-93406-6-1) Vol. 2  (ISBN 978-964-93406-5-4)